# Pitkäjärvi (sjö i Finland, Södra Karelen)
Pitkäjärvi är en sjö i Finland. Den ligger i kommunen Rautjärvi i landskapet Södra Karelen, i den sydöstra delen av landet, 270 km nordost om huvudstaden Helsingfors. Pitkäjärvi ligger 71,3 meter över havet. I omgivningarna runt Pitkäjärvi växer i huvudsak blandskog. Den är 8,49 meter djup. Arean är 83,8 hektar och strandlinjen är 5,21 kilometer lång. Sjön  ingår i Hiitolanjokis huvudavrinningsområde. 